# Муштак
Муштак (арм. Մուշտակ) или курк (арм. Քուրք) — овчиная шуба в восточноармянском комплексе традиционного армянского мужского костюма. Муштак как одежду очень дорогую носили зажиточные лица, в основном старшего поколения. На пошив одной шубы расходовали в среднем шкуры 6-7 овец. Распашня овчинная шуба была цельнокроенной в спине либо отрезной в талии, шилась мехом внутрь (по принципу современной дублёнки) длиной до колен или щиколоток, с большим воротником и длинными прямыми рукавами с обеих сторон карманами изнутри. Спереди от воротника до талии она застёгивалась на крючки. Её надевали зимой поверх чухи.